# Provincia de Sepik Oriental
Sepik oriental (East Sepik) (4°20′S 143°15′E / -4.333, 143.250) es una de las 19 provincias de Papúa Nueva Guinea, con capital en la ciudad de Wewak y una superficie de 42.800 kilómetros cuadrados. El censo del año 2000 estimó la población en 343.180 habitantes.

## Geografía
La capital provincial es una ciudad portuaria. Existe un conjunto de islas en su entorno, y la costa está dominada por las cimas del interior. El mayor hito de la zona es el río Sepik, uno de los más caudalosos del mundo. El nivel de las aguas se llega a alterar 5 metros a lo largo del año. Las áreas sureñas de la provincia son montañosas, donde destaca los Picos Hunstein.
- Datos: Q690880
- Multimedia: East Sepik Province (Papua New Guinea) / Q690880